# 関係車両186台による多重事故
関係車両186台による多重事故（かんけいしゃりょう186だいによるたじゅうじこ）は、1992年（平成4年）3月17日に道央自動車道の恵庭IC - 千歳IC間の上り車線で発生した追突事故。日本国内において最大規模の多重事故となった。
本件事故について、現場管理者である東日本高速道路は「関係車両186台による多重事故」と呼称している。他の呼称は「186台玉突き事故」、「千歳高速道路多重玉突き事故」等。

## 概要
3月17日8時45分頃、道央自動車道上り線30.4キロポスト付近の長都川橋付近で、大型バスを追い越そうとしたライトバンがバスの後部に接触。バスは速やかに減速し路肩に停止したが、ライトバンはそのまま走り去った。後続車数台は難なく走り去ったが、その後方で大型トラック、乗用車、ライトバン3台による追突・衝突事故が発生。さらに後方で大型タンクローリーと大型バスが横向きになって道路を遮断し、次々に後続車が突っ込んだ。最終的に普通乗用車95台・大型トラック11台・大型バス8台・普通貨物車71台・軽自動車1台、計186台の車両が折り重なる状態で巻き込まれ、事故の先頭車両から最後尾までの全長はおよそ1.2 kmに達した。
事故発生前、北海道警察高速隊は現場区間の除雪作業が終了した直後の7時43分時点で「小雪が舞う程度で無風状態、路面は良好」と報告し、制限速度を50 kmから80 kmに引き上げていたが、事故発生時の現場付近は小雪が降り所々で地吹雪が発生していた。路面は2 - 3 cmの圧雪状態で、先行車両が巻き上げる雪煙で視界が遮られるホワイトアウトの状態となっていた。後に気象レーダーのデータを解析したところ、100 mm/h相当の激しい降雪が局地的に確認された。

## 救助活動
9時13分に恵庭市消防本部、9時22分に千歳市消防本部へ道路公団からの救急要請が入り、9時25分に恵庭市の救急車が道央自動車道29.4km地点・9時34分に千歳市の救急車が30.3km地点に到着し負傷者の収容を開始。その後恵庭・千歳両消防が増援要請を受け指揮車・救助工作車を派遣。更に10時2分から道警の要請で札幌市消防局から7台、広島町消防本部から3台を増援。また9時58分に千歳市医師会に医師派遣要請があり10時31分に千歳市立総合病院の医師1名と看護師が到着、この他恵庭第一病院の医師1名も現場に向かった。最終的に合計30台の救急車・救助車両と救急隊員100人が動員され道警機動隊のバス3台も用い事故から約2時間で救助体制を整えた。自力脱出可能な104名は救急車と道警の車両で千歳・恵庭・札幌市内の10病院へ移送され、車両に挟まれた3名と車両の下敷きとなった1名はレスキュー隊による救助活動を行った。
9時56分には道警が札幌医科大学病院にヘリコプターでの重傷者収容を打診し承諾と合わせて医師の現場派遣が提案され警察のヘリコプターに医師2名が搭乗、（事前の訓練無しで）日本で初めてドクターヘリが高速道路へ出動する事例となり、患者1名を現場から札幌医大へと搬送した。
医療関係者からは、「医療機関への連絡に1時間以上費やされている」「トリアージがなされていない」「患者搬送時に医師へ現場への出場を提案した程度の救急医療への理解の欠如」「ヘリコプターによる搬送を利用していない」「医療側の連絡体制の不備」といった問題点が指摘された。

## 事故の影響
事故発生時の視界不良に加え、現場は札幌市と千歳空港、苫小牧、室蘭とを結ぶ北海道でも有数の大動脈で、平均速度が高い割に車間距離を十分にとらない運転が蔓延していた。また、自動車専用道路という空間で多重事故が起こった場合、エスケープゾーンが無いに等しく、車外に脱出した者は長時間危険と寒さに晒されることとなり、一部の者にはPTSDも確認されている。
事故直後は即座に現場付近は通行止めとなり、消防署および警察の緊急車両約70台、道路公団の作業車両約40台等が現地に駆け付けた。しかしいずれもその初動対応は事故の先頭および最後尾からのアプローチで、事故中間地点への到達が容易ではなかったため、後に対向車線（下り車線）側にも通行止めの措置が取られた。このほか、支援のため陸上自衛隊第七師団からも隊員が派遣された。